# خط سكة حديد نيويورك سنترال ونهر هدسون رقم 999
تعتبر قاطرة البخار رقم 999 التابعة لشركة سكك حديد نيويورك سنترال وهودسون ريفر أول مركبة تصل إلى سرعة 100  ميل في الساعة (حوالي 161 كم/ساعة).
في التشغيل القياسي للقاطرة التي تم بناؤها خصيصًا لهذا الغرض في عام 1893، سجلت سرعة أعلى من ذلك وصلت حتى 112 ميل في الساعة (181 كم/ساعة، مما تسبب في إحداث ضجة عالمية و خارج دوائر السكك الحديدية. لكن الخبراء يشككون في إمكانيتها تحقيق هذه السرعة فعليا.

## البداية
في عام 1891، على الطريق الذي يبلغ طوله 702  كيلومتر بين مدينة نيويورك وبوفالو تم إطلاق قطار جديد، وهو إمباير ستيت إكسبريس ‏. ومن أجل التغلب على منافستها شركة السكك الحديدية في بنسلفانيا في الفترة التي سبقت المعرض الكولومبي العالمي في شيكاغو، جاء جورج إتش دانييلز، المسؤول عن حركة الركاب في شركة السكك الحديدية، بفكرة القيام برحلة قياسية بالقطار. فكان يخطط لتجاوز الحد "السحري" البالغ 100 ميل في الساعة (161 كم/ساعة)، وهو ما اعتـٌبر مهمة محفوفة بالمخاطر لأن هذه السرعة كانت أعلى بنحو الثلث من السرعة القصوى الطبيعية للقطار ولم تكن هناك خبرة في نطاق تلك السرعات العالية.
بعد أن وافق رئيس شركة نيويورك سنترال، كورنيليوس فاندربيلت الثاني، والإدارة على المشروع، تم بناء قاطرة سريعة بشكل خاص لهذا السباق القياسي تحت إشراف المهندس ويليام بوكانان، كبير مصممي قطارات السكك الحديدية - ببناء قاطرة سريعة خاصة بلغت تكلفتها في النهاية 13000 دولار أمريكي. وهذا ما يعادل في وقتنا الحالي مع أخذ ارتفاع الأسعار في الاعتبار نحو 400000. دولار أمريكي.

## التكنولوجيا
لم يطرح تصميم القاطرة الجديدة أي مشاكل، حيث كان يعتمد على قاطرات الفئة الأولى الموجودة التي كان يصممها بوكانان أيضًا. كانت هذه تعتبر بالفعل قاطرات سريعة للغاية، وكان هناك شائعات بأن إحداها قد وصلت بالفعل إلى سرعة 100 ميل في الساعة ذات مرة.  كانت هذه قاطرات ذات ترتيب عجلات 2'B ("أمريكي")، أي على عربة ذات محورين رئيسيين ومحورين مقترنين. كان هذا هو التصميم السائد لقاطرات القطارات السريعة في أمريكا الشمالية في ذلك الوقت.

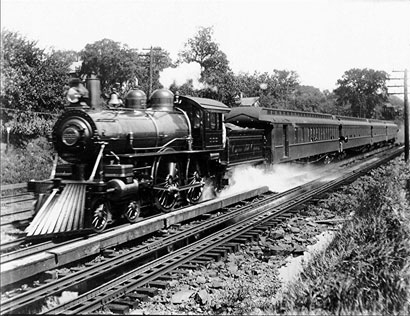
لقاطرة رقم 999 وهي تختزن الماء

بالنسبة للقاطرة القياسية زاد قطر العجلة الرئيسة من 1981 مم إلى 2184 مم (86 بوصة) - أكبر عجلات قيادة تم تركيبها على الإطلاق في قاطرة 2'B - كما كان قطر عجلات القاطرة. كانت هذه التدابير تهدف إلى تقليل معدل الدوران السرعات وبالتالي تخفيض الضغط على المحرك والمحامل عند السرعة العالية المخطط لها. لأول مرة على الإطلاق في قاطرة لم تكبح عجلات القيادة فقط، بل أيضًا عجلات العربة من أجل ضمان الكبح الفعال في السرعات العالية.
لأن مقاييس الأسطوانة مقارنة بالفئة الأولى  بقيت دون تغيير فقد قام بوكانان بزيادة ضغط المرجل من 12.4 إلى 13.1 بار حتى لا تنخفض قوة الجر على الرغم من زيادة قطر عجلات القيادة.
كانت الغلاية من تصميم واغون توب"Wagon Top"، أي  أنها كانت ذات قطر أكبر بكثير في منطقة الغلاية المعتادة. تم تجهيز فرن الوقود "بصنبور مياه"، وهو عبارة عن صهرج مياه مسطح مثبت بشكل عرضي، منحدرا للأمام، مما يزيد بشكل كبير من سطح التسخين، أي سطح التسخين الفعال بشكل خاص والذي يتعرض مباشرة لنار الفرن. كان نظام التحكم عبارة عن نظام تحكم داخلي من نوع ستيفنسون مع صمامات انزلاقية مسطحة، مثلما كان يستخدم بشكل حصري تقريبًا في الولايات المتحدة في ذلك الوقت.

## الرحلة التي حطمت الرقم القياسي

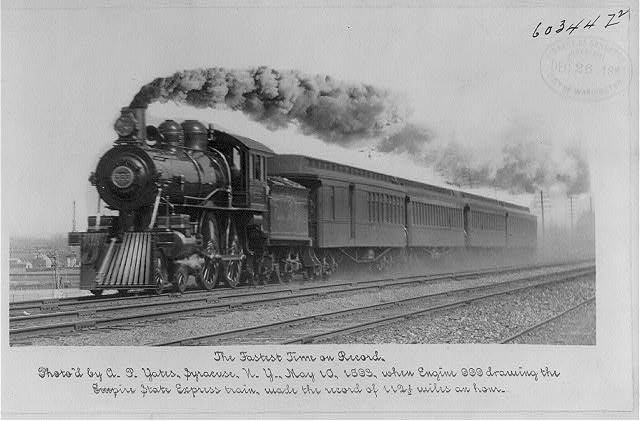
القاطارة رقم 999 خلال مسيرتها القياسية

تم الانتهاء من بناء القاطرة في أبريل 1893. في البداية، تم التخطيط للرقم 1000، ولكن تم اختيار الرقم الأكثر شهرة 999 في النهاية. تم إجراء اختبارات القيادة الأولى بسرية تامة حتى لا يتنبه المنافسين. و سارت الأمور على ما يرام، وزادت السرعة التجريبية أكثر فأكثر. وفي 9 مايو 1893 تم تجاوز الحد الأقصى للسرعة وهو 161 كم/ساعة لأول مرة. كتبت صحيفة نيويورك ريلرود جازيت (1893، ص 358) عن هذا: "حملت القاطرة السريعة رقم 999 التابعة لسكك حديد نيويورك ونهر هدسون قطار إمباير ستيت إكسبريس (الوزن الإجمالي بما في ذلك المحرك وعربات القطار 256 طنًا) من نيويورك إلى بوفالو في 9 مايو 1893، حيث كانت الرحلة بين محطتي لونيفيل وجرايمزفيل (8.05 كم) بسرعة متوسطة 138.4 كم/ساعة، وفي غرب جرايمزفيل وصلت السرعة القصوى 165.4 كم/ساعة. "
وفي اليوم التالي، 10 مايو/أيار 1893 أجريت عملية تسجيل الرقم القياسي الرسمي. كما جرت العادة، كان القطار يتكون من أربع عربات قطار سريع ذات ستة محاور، كل منها يزن حوالي 40 طنًا. بالإضافة إلى الركاب كان هناك العديد من مسؤولي السكك الحديدية على متن القطار، بما في ذلك دانييلز وبوكانان، فضلاً عن الضيوف المدعوين ومراسلي الصحف. كان من المقرر قياس السرعة باستخدام ساعات التوقف، لأن سيارات القياس لم تكن موجودة في ذلك الوقت.
كانت الرحلة تبدأ من محطة تبادل القاطرات في سيراكيوز إلى بوفالو، وهو ما كان يشكل الثلث الأخير تقريبًا من المسار الإجمالي لقطار إمباير ستيت إكسبريس. على بٌعد حوالي 60 كيلومترًا من بوفالو، تم إعداد ومراقبة جزء من الطريق بطول 23 كيلومترًا بعناية خاصة، ورفعت الهيئة التنظيمية حد السرعة لهذا الجزء. وكان الميل السكة حوالي 3‰.
قامت ساعات التوقيت بقياس أوقات تتراوح بين 31 و32 ثانية لكل ميل في هذا القسم، حيث تتوافق القيمة الأخيرة مع 112.5 ميل في الساعة (181 كم / ساعة)، والأولى تتوافق مع 116.1 ميل في الساعة أو 187 كم / ساعة. وتُظهر إحدى الحسابات أن القاطرة كان عليها أن تنتج قوة تبلغ نحو 2200 حصان (1600 كيلووات) لهذه الرحلة، وهو ما لم تكن قادرة عليه إلا لفترة قصيرة بسبب سطحها الساخن.
وبفضل هذا الأداء تظل القاطرة رقم 999 أسرع قاطرة 2’B على الإطلاق. وبعد سنوات قليلة فقط، تم إبناء قاطرة أتلانتيك (2’B1)، التي حلت محل القاطرات الأمريكية كأسرع القطارات.
في وقت اختراع السيارة حيث لم تكن الطائرات موجودة بعد، وكانت المركبات الكهربائية موجودة، مثل الترام وعربات السكك الحديدية للنقل العام، فجذبت الرحلة عالية السرعة انتباهًا عالميًا. وتجاوز التأثير الإعلاني المطلوب كل التوقعات. بعد هذا الإنجاز القياسي، تم عرض القاطرة باعتبارها "أسرع قاطرة في العالم" في المعرض الكولومبي العالمي في شيكاغو وأصبحت واحدة من أشهر القاطرات على الإطلاق. حتى أن أصدر طابع بريدي يحمل الرقم 999، وبيع أكثر من 3000 نموذج مصغر من القاطرة إلى المتنزهات الترفيهية في جميع أنحاء العالم.
كان بعض المعاصرين آنذاك متشككين بشأن هذه السرعات العالية:
"إن هوس الأمريكيين بالتفوق على السكك الحديدية الأوروبية من حيث السرعة بأي ثمن أمرٌ خطير. على سبيل المثال، قطعت القاطرة رقم 999 التابعة لسكك حديد نيويورك المركزية مؤخرًا مسافة طويلة بسرعة 181 كيلومترًا، حتى أثناء جرّها قطارًا. ويُقال إنها قطعت بضعة أميال إنجليزية (1609 أمتار) في 30 ثانية. هذا محتمل. لكن هذا سينتهي بكارثة يومًا ما، لأن البنية الفوقية الحالية للسكك الحديدية والقاطرات، بحركاتها المتذبذبة، لا ترقى إلى هذه السرعات. من المؤكد أنها ستُعادلها أو حتى تتفوق عليها يومًا ما، ولكن فقط على مسارات شبه مستقيمة مبنية خصيصًا، وبمساعدة محركات كهربائية، والتي، نظرًا لدورانها المنتظم تمامًا، لا تُسبب مثل هذه الحركات المتذبذبة."
– مقال في جريدة جرازر تاجبلات النمساوية بتاريخ 19 سبتمبر 1893|}}
" في العاشر من مايو من هذا العام، انطلقت قاطرة على خط نيويورك-بافالو بسرعة 112 ميلاً إنجليزياًفي الساعة، أي ما يعادل 179.2 كيلومتراً في الساعة. وهذا أمرٌ مفهوم. حيث انها خلال الاختبارات التجريبية للوصول إلى سرعة 100 ميل، صرّح أحد المراسلين بأن تأثير هذه السرعة الهائلة كان مذهلاً."
– أماند فون شفايجر-ليرشينفيلد: فيلتون في مجلة فيينا الجديدة الصادرة في 7 ديسمبر 1893
"مصداقية معلومات السرعة:
كما هو موضح، لم تكن هناك طرق دقيقة لقياس السرعة في ذلك الوقت. ولهذا السبب، فإن معلومات السرعة تخضع لقدر معين من عدم الدقة لأسباب فنية. بالإضافة إلى ذلك، لم تكن هناك أي وثائق في شكل شرائط قياس، وكانت جميع المعلومات المتعلقة بالسرعات المقاسة تُقدم شفهيًا في البداية. لا يمكن استبعاد أن يكون موظفو السكك الحديدية، بل والمراسلون والركاب أيضاً، قد بالغوا في حماسهم إلى حد ما. يفترض الخبراء المتشككون أن القاطرات البخارية لا تتجاوز سرعتها في الواقع 100 ميل في الساعة حتى عشرينيات أو ثلاثينيات القرن العشرين؛ وفقًا لبعض المصادر، فإن السرعة التي وصلت إليها القاطرة رقم 999 بالفعل، أو السرعة التي قاسها الخبراء في ذلك الوقت كانت 82 ميلاً في الساعة (132 كم/ساعة) فقط."
ومع ذلك، في السنوات التي تلت هذا الرقم القياسي، كانت هناك قاطرات أخرى في الولايات المتحدة وصلت إلى سرعة 100 ميل في الساعة. ويقال أن T. قد تجاوز هذا الحد بشكل كبير. أشهر هذه القطارات هو قطار أتلانتيك رقم 7002 التابع لشركة بنسلفانيا للسكك الحديدية، والذي يُقال إنه وصل إلى سرعة 205 كم/ساعة في 12 يونيو 1905. يبدو هذا مستحيلاً لأسباب فنية فقط، ولكن يُذكر أحيانًا في المصادر الأمريكية باعتباره أسرع رحلة على الإطلاق بواسطة قاطرة بخارية.
انظر أيضًا: الأرقام القياسية العالمية لسرعة مركبات السكك الحديد

## الاستخدام التشغيلي والتحويلات

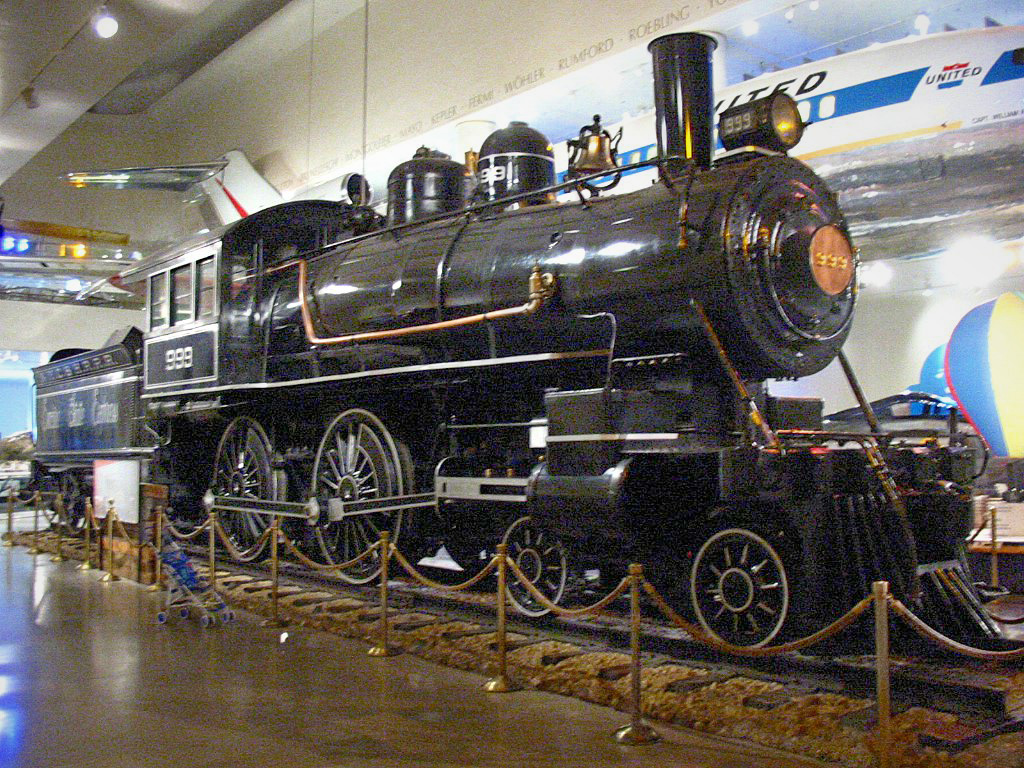
القاطرة رقم 999 في متحف العلوم والصناعة في شيكاغو (2003))

بعد نهاية المعرض العالمي تم استخدام 999 في الخدمة العادية، ولكن نقاط الضعف في جهد الجر الأولي كانت واضحة، والتي كانت ناجمة عن عجلات التحريك الرئيسية الكبيرة. كما كانت القاطرة ثقيلة للغاية وبالتالي غير اقتصادية للقطارات الخفيفة، والتي كان من السهل تحريكها.
كان الرقم 999 لا يزال مستخدمًا في مقدمة قطارات إمباير ستيت إكسبريس وغيرها من القطارات البارزةحتى عام 1899. فخضعت القاطرة بعد ذلك لعملية تطوير البناء جذرية من خلال تزويدها بعجلات تحريك رئيسية (4 عجلات رئسية) يبلغ قطرها 1778 ملم فقط، الأمر الذي تطلب أيضًا إطارات جديدة. كما تم تقليص حجم عجلات المقدمة إلى الحجم المعتاد وهو 914 ملم، كما خفض ضغط المراجل إلى 12.4 بار. وتم استبدال العربات خلف القاطرة بنمط أكثر حداثة وتغيرت تسمية الفئة من N إلى C-14.
في عام 1906 أجريت عملية تحسين البناء مرة أخرى، تم خلالها استبدال المرجل. وفي وقت لاحق، استبدلت الكابينة الخشبية بأخرى معدنية، وأخيرًا، مع التغيير في نظام الترقيم تمت إعادة ترقيم القاطرة من 999 إلى 1086. وبهذا الشكل، عملت على خط فرعي في بنسلفانيا حتى عام 1924.
كانت القاطرة على وشك الانهيار ولكن في اللحظة الأخيرة تعرف شخص ما على هويتها وتم ترميم الآلة، كما رممت عربتها القديمة. ومع ذلك، لم يكن من الممكن التعرف على القاطرة نفسها مع الأصل إلا من حيث اللون، لأنها - باستثناء بعض الأجزاء الفردية - لم يتبق شيء من القاطرة القياسية، وتم تغيير النسب الأصلية بشكل كبير بالنسبة للعجلات الأصغر والغلاية.
بهذا الشكل ظلت القاطرة تعمل في النقل لفترة من الوقت، وتم عرضها في المعرض العالمي في نيويورك عام 1938 وفي معرض السكك الحديدية في شيكاغو عام 1940. و في بداية الخمسينيات من القرن العشرين ابطلت السكك الحديدية استخدام القطارات البخارية ولم تعد القاطرة رقم 999 مناسبة كقاطرة رئيسية. وفي عام 1952 أوقف تشغيل القاطرة التي أصبحت متهالكة إلى حد ما وكانت تستخدم في تحويلات السكك الحديدية، ثم سٌلمت أخيرًا إلى متحف العلوم والصناعة في شيكاغو في عام 1962، حيث لا تزال موجودة حتى يومنا هذا. وفي تسعينيات القرن العشرين، تم ترميمها وإعادتها إلى حد كبير إلى الحالة التي كانت عليها بعد "إعادة اكتشافها" في عشرينيات القرن العشرين.